# Chrysops flaviventris
Chrysops flaviventris är en tvåvingeart som beskrevs av Macquart 1846. Chrysops flaviventris ingår i släktet Chrysops och familjen bromsar. Inga underarter finns listade i Catalogue of Life.